# Macaco vê, macaco faz
Macaco vê, macaco faz (em inglês "Monkey see, monkey do") é um ditado de estilo pidgin que apareceu na cultura americana no início de 1920. O ditado se refere à aprendizagem de um processo sem uma compreensão como ele funciona. Outra definição implica o ato de mimetismo, geralmente com conhecimento limitado ou sem preocupação das consequências.
O ditado, que pode ter se originado de uma história no folclore de Mali, na África Ocidental, foi bem conhecido pela escritora russa Esphyr Slobodkina, ao recontá-lo em seu livro Caps for Sale: A Tale of a Peddler, Some Monkeys and Their Monkey Business (Bonés à Venda: Um Conto de um Mascate, Alguns Macacos e Seus Negócios Sujos). Este conto popular é recontado pelo professor e escritor malinês Baba Wagué Diakité  em seu livro de 1999, The Hatseller and the Monkeys (O Vendedor de Chapéus e os Macacos), publicado em Mali. Diakité observa que versões deste conto também existem no Egito, Sudão, Índia e Inglaterra.
O cantor de jazz e compositor Michael Franks usou o ditado como o assunto e título de sua canção "Monkey See, Monkey Do" no seu álbum de 1976 "The Art of Tea". Um programa de televisão do mesmo nome, foi ao ar na PBS Kids Sprout. A frase também é mencionado na música do Nirvana "Stay Away" no seu album Nevermind.